# Kerkomse Tripel
Kerkomse Tripel is een Belgisch bier van hoge gisting.
Het bier wordt gebrouwen in Brouwerij Sint-Jozef voor Brouwerij Kerkom
te Kerkom-bij-Sint-Truiden.
Het is een blond bier, type tripel met een alcoholpercentage van 9%. Het bier werd gelanceerd in 2003 ter gelegenheid van het 125-jarig bestaan van de brouwerij.
In 2014 werd de naam gewijzigd in Bink Tripel.